# Pyrausta sanguinalis
 (mars 2025).
Espèce
Pyrausta sanguinalis, la Pyrauste ensanglantée, est une espèce de lépidoptères (papillons) de la famille des Crambidae et du genre Pyrausta.

## Répartition
L'espèce se rencontre en Europe occidentale jusqu'au sud-est de la Finlande. Elle a disparu de nombreuses îles Britanniques et est probablement éteinte en Angleterre et en Écosse, cela serait dû à la disparition de sa plante-hôte et de son habitat (dunes de sable) au profit de la construction de logements et de terrains de golf.
En France elle est nettement plus commune dans le midi.

## Habitat
Elle vit sur des terrains secs et ensoleillés.

## Espèce proche
Ce Crambidé ressemble beaucoup à Pyrausta virginalis, toutefois ces deux espèces sont séparables par leur habitus.

## Phénologie
La chenille émerge en juillet. L'espèce est bivoltine et est active le jour et la nuit.

## Plantes hôtes
La chenille se nourrit sur le Serpolet, la Sauge commune, le Romarin et le Thym.